# Telekom Srbija
Die Telekom Srbija (vollständiger Name: Preduzeće za telekomunikacije Telekom Srbija a.d.) ist ein serbisches Telekommunikationsunternehmen, welches im Juni 1997 als Aktiengesellschaft gegründet wurde.

## Geschichte
Hervorgegangen ist die Telekom Srbija aus der staatlichen Pošta, Telegraf i Telefon (PTT). 1997 wurden in einer öffentlichen Auktion 49 Prozent des Aktienkapitals im Wert von über 800 Millionen Euro (1,568 Mrd. DM) verkauft. 29 Prozent gingen an die Telecom Italia und 20 Prozent an die griechische OTE.
2002 zog sich die italienische Gesellschaft zurück und verkaufte ihren Anteil an den Staat, so dass heute wieder 80 Prozent, über den Postdienstleister Pošta Srbije, in staatlicher Hand sind.
Angeboten werden alle Arten von Kommunikation einschließlich Internet-Zugang.
Seit dem 9. August 1997 wird auch Mobilfunk im 900-MHz-Netz angeboten unter dem Namen MTS (Mobilna Telefonija Srbije).
2006 wurden 65 Prozent der in Bosnien-Herzegowina tätigen Telekomunternehmen Telekom Srpske für 646 Millionen Euro ersteigert.
2010 zeigte die Deutsche Telekom Interesse daran, sich an dem Unternehmen zu beteiligen, da die serbische Regierung die Hälfte ihrer 80 Prozent verkaufen wollte. Die restlichen 20 Prozent gehören dem griechischen Konzern OTE, an dem die Deutsche Telekom wiederum mit 30 Prozent beteiligt ist. Interesse an den Anteilen hatten auch France Telecom, Telekom Austria, die mexikanische América Móvil, die türkische Turkcell und die ägyptische Weather Investments.
Im März 2011 gab die österreichische Telekom Austria als einzige ein Übernahmeangebot für 51 % der Aktien von 800 bis 950 Mio. Euro bekannt; dagegen fordert die serbische Regierung 1,4 Mrd. Euro und will deshalb nicht in Verhandlungen mit der Telekom Austria eintreten.
Die Telekom Austria verlautbarte am 4. Mai 2011, dass sie im Rahmen des Bieterverfahrens, das vom Finanzministerium der Republik Serbien für den Verkauf des 51%igen Anteils an der Telekom Srbija a.d., dem staatlichen Telekommunikationsanbieter in der Republik Serbien durchgeführt wird, ein adaptiertes bedingtes Angebot abgegeben hat.
In Deutschland ist das Unternehmen durch die MTEL Deutschland GmbH aktiv, in Österreich seit dem Jahr 2014 durch die MTEL Austria. Beides sind Tochtergesellschaften der MTEL Global, welche zur Telekom Serbien (59 %) und m:tel Banja Luka (41 %) gehört.

## Daten
- Telefonanschlüsse: 2.746.765, davon ISDN: 60.786[7]
- Mobilfunkstationen: 845
- Mobilfunk prepaid: 3.092.801
- Mobilfunk Vertrag: 480.113
- IMSI-Code: 220-03
- Vorwahl Mobil: 064 + 065 + 066